# إنجيل بويسنوود
إنجيل البويسنوود للكاتبة باربرا كينغسلوفر لعام 1998، هي إحدى الروايات الأفضل مبيعا وتتحدث عن عائلة برايس التبشيرية التي انتقلت عام 1959 من جورجيا في الولايات المتحدة إلى قرية كيلانغا في الكونغو البلجيكي بالقرب من نهر كويلو.

## الحبكة
تروي الأم أورليانا برايس جزء المقدمة في خمس من سبع أجزاء من القصة  ثم تتناوب البنات الأربعة في السرد مع الأفضلية للصوت الصريح الذي تمثله ليا. تنضج الفتيات الأربعة بشكل متزايد ويتطورن بشكل مختلف حيث تتكيف كل منهن مع حياة القرية الأفريقية والاضطرابات السياسية التي تتفوق على أزمة الكونغو في الستينيات.
تحزم أسرة برايس أمتعتها  للرحلة الجوية إلى الكونغو لقضاء سنة هناك كونهم أسرة تبشيرية وقبل الإقلاع بفترة قصيرة يتم إعلامهم أن أمتعتهم يجب أن لا تتجاوز 44 باوند لكل شخص، ولحل هذه المشكلة اقترحت المعمدانية الجنوبية أن يرتدوا العديد من الملابس وان يخفوا الأدوات المنزلية بين ملابسهم؛ لتخفيف الحمولة وقد كانت هذه المشكلة هي الأولى من بين العديد من المشاكل الأخرى التي ستواجهها عائلة برايس.
حضرت فتيات عائلة برايس ريتشيل ليا، واداه، وروث ماي وأبوهم نيثان أول قداس للكنيسة في قرية كيلانغا وقد أدركن مدى اختلاف ثقافتهن عن ثقافة الكونغو. على سبيل  المثال تساعد ليا البالغة من العمر 14 عام والدها في زراعة حديقة التظاهر والتي تلقى نقد ماما تاتابا  الكونغولية التي عينتها العائلة للمساعدة.
حاول نيثان أن يقيم حفلا لتعميد العديد من الناس لكنه لم ينجح حتى في تعميد شخص واحد حيث أن النهر الموجود على طول القرية الذي أراد أن يقيم الحفل عنده كان مليئا بالتماسيح.
بدأت ليا وتوأمها اديه بالتجسس على البحار ابن اكسلرود الذي نقل العائلة إلى كيلانغا، يحاول نيثان أن يقنع الرجال الكونغوليين، واحدا تلو الأخر، بالتحول إلى المسيحية في هذه الأثناء تصادق روث ماي ذات الخمس سنوات أطفال القرية وتكتشف أعمال اكسلرود مع الماس بعد أن كسرت ذراعها.
بعد مغادرة ماما تاتابا، أصبح صبي يتيم يدعى نيلسون خادم للعائلة. يتوجه نيثان وليا إلى ليوبوفيل (كينشاسا حاليا) ليشهدوا ما يحدث مع الاستقلال في الكونغو. يموت ببغاء عائلة برايس المتبنى من قبل المبشر السابق ويجد اراه ريشه. تصبح روث ماي مريضة جدا وتمكث في الفراش لغالبية اليوم. تبدأ ليا بقضاء الكثير من الوقت مع اناتول مدرس كيلانغا  لمناقشة مواضيع العدالة والكونغو، تريد ليا المشاركة في البحث الأمر الذي يزعج شيوخ القرية لأنه يتعارض مع عاداتهم، لكن في النهاية يسمح لها بالمشاركة بل وتطارد الظباء.
تجتمع كل الفتيات في الصباح ليتحققن من حظيرة الدجاج، حيث يجدن في الداخل آثار أقدام  وثعبان مامبا خضراء. حيث يسمع صوت صراخ ولهاث من روث ماي التي تلدغها أفعى. تشاهد الفتيات روث ماي وهي تصبح باردة ويتحول لونها إلى الأزرق قبل موتها، تشعر اوريليانا بالذنب بسبب وفاة روث ماي.
تمر بقية الأخوات في عائلة«برايس» بالعديد من التغيرات بحياتهن: تكرس «اداه» نفسها للحصول على شهادة علمية من بلدها (تعاني أداه من شلل نصفي وتريد معرفة المزيد عن هذه الحالة). تتزوج ليا من أناتول ويبدان بتكوين أسرة معا. ولا تزال رايتشل تتمتع بالاكتفاء الذاتي حيث تتخطى سلسلة من الزيجات وتبدأ بالعمل. يموت نيثان خلال مهمته الفاشلة 
تنتهي القصة بفصل أخير لروث ماي حيث يعكس محاولة أختها وأمها لزيارة قبرها لكنهما لا تستطيعان العثور عليه، تخبرهم امرأة عن مكان يوجد فيه قبرها اسمه كيلينغا  لكن يظهر انه غير موجود. تراقب روث ماي أمها وأخواتها وترى كم نضجن كما نضجت هي، ومن خلال موتها تستطيع أخيرا فهم المصطلح الكونغولي الذي يصف مفهوم الوحدة وكيف ترتبط الحياة كلها بطريقة ما هي تدرك أنها مونتو وإنها جزء من كل ما حولها. تريد روث ماي من أمها فقط أن تستوعب هذا المفهوم وان تمضي قدما في حياتها، تطلب روث ماي من أمها ان تسامح نفسها وألا تستمر بالشعور بالذنب بعد الآن.

## الشخصيات الرئيسية
أورلينا برايس - زوجة ناثان وأم بناتهما الأربع. ولدت في ولاية ميسيسيبي، وهي تحترم زوجها ولكنها تتمتع بعقلية مستقلة
نيثان برايس - زوج أورلينا. وزير بروتستانتي (المعمداني الجنوبي) ومحارب قديم من الحرب العالمية الثانية من جورجيا، مصمم على «إنقاذ أفريقيا من أجل يسوع»
ريتشيل  برايس (كانت في 15 في بداية الرواية) – أكبر بنات برايس؛ شقراء لديها اكتفاء بالذات وهي مهووسة بمظهرها وثقافة المستهلك الأمريكية
ليا برايس (تبلغ 14 عام في بداية الرواية) - توأم أداه؛ ذكية، واثقة من نفسها، تنافسية وعنيدة. الأكثر صراحة من النساء، وليا تميل للحزم وتهتم بخلاصها
أداه  برايس (كانت تبلغ 14 في بداية الرواية) - توأم ليا،  لديها شلل نصفي من الولادة. صامتة ولكن ذكية، فهي رائعة في الرياضيات واللغات، لكنها تحسد توأمها. هي أيضا شكوكية، وساخرة، وحسودة، وعرضه للشفقة على الذات
روث ماي برايس (تبلغ5  سنوات في بداية الرواية) – أصغر فتيات برايس، هي مرحة ومستقلة ومغامرة وسريعة الملاحظة  وفضولية

## شخصيات أخرى
- اندرداون- رؤساء البعثات البلجيكية الذين يرحبون ويرسلون الإمدادات إلى عائلة برايس.
- ابن ايكسيلرود- طيار المرتزقة جنوب افريقيا الفاسدة
- أناتول نجيمبا - مدرس القرية؛ اليتيم، طلاقته في اللغة الإنجليزية سمحت له أن يكون مترجما لخطب نيثان
- الأخ فوولس – نيويوركر من نيويورك. الذي سبق 'برايس في المهمة. متزوج من امرأة محلية.
- ماما تاتابا - امرأة قروية، كانت موظفة في السابق في شركة فولز، تعمل عند عائلة برايس. معروفه، وشهرتها بسبب الاقتباس المرموق عنها «يجب عليك أن تصنع التلال»
- تاتا ندو - رئيس كيلانغا
- الزعيم الروحي للقرية «تاتا Kuvudundu»
- نيلسون - صبي يتيم في القرية؛ هو طالب أناتول الذي يعمل عند عائلة برايس الذي اضطر للنوم في الخارج في حظيرة الدجاج
- الببغاء الذي تركه الاخ فولوس وهو ممتاز في تقليد الكلام البشري Methuselah

## الاستقبال والجوائز
كتب في «نيويورك تايمز» وصف ميتشيكو كاكوتاني الكتاب بأنه «قوي»، لكنه قال إن الرموز  الاجتماعية كانت في بعض الأحيان «ثقيلة الوطأة».
وقال جون مولان، الذي استعرض الكتاب في صحيفة الجارديان البريطانية، «إن الكتاب رائع ليس فقط من أجل قصته، ولكن أيضا لشكله السردى».
تم اختيار الكتاب المقدس بويسنوود نادي أوبرا للقراءة عام 1999.
.

بالإضافة إلى ذلك العام، كان الكتاب في الدور النهائي لجائزة بوليتزر في الخيال.   كما فاز جائزة بوليتزر لعام 2000
في 2016 تمت مناقشة الكتاب في راديو بي بي سي 4 كونه «قراءة جيدة»

## روابط خارجية
- إنجيل بويسنوود على موقع الموسوعة البريطانية (الإنجليزية)

تتحدث باربارا كونغسولفر عن الكتاب المقدس بويسنوود في نادي الكتاب العالمي  لبي بي سي
- Barbara Kingsolver talks about The Poisonwood Bible